# Narbonsko ptičje mlijeko
Narbonsko ptičje mlijeko (lat. Ornithogalum narbonense), biljna vrsta iz porodice šparogovki. Raširena je po cijelom Mediteranu na istok do Kavkaza i Irana.

## Sinonimi
- Loncomelos brachystachys (K.Koch) Speta
- Loncomelos brachystylum (Zahar.) Speta
- Loncomelos israelense Ravenna
- Loncomelos narbonense (L.) Raf.
- Ornithogalum arabicum Brot.
- Ornithogalum brachystachys K.Koch
- Ornithogalum brachystylum Zahar.
- Ornithogalum densum Boiss. & Blanche
- Ornithogalum lacteum Vill.
- Ornithogalum monspeliense Gueldenst.
- Ornithogalum trigynum Redouté
- Parthenostachys narbonensis (L.) Fourr.
- Scilla montana Savi
- Eremurus iranicus Parsa